# Hořeček
Hořeček (Gentianella) je rod rostlin z čeledi hořcovitých. Jsou to jednoleté až vytrvalé byliny s jednoduchými vstřícnými listy a čtyř nebo pětičetnými květy. Rod zahrnuje asi 250 druhů. Je rozšířen v Severní i Jižní Americe, Evropě, severozápadní Africe, Asii, Austrálii a na Novém Zélandu. V české přírodě hořečky rapidně ubývají, neboť jsou vázány na nehnojené pastvinné biotopy. V České republice rostlo celkem 12 taxonů, polovina z nich je považována za vyhynulé a ostatní jsou kriticky ohrožené.
Molekulárními studiemi bylo zjištěno, že rod Gentianella je v současném taxonomickém pojetí silně parafyletický taxon.

## Popis
Hořečky jsou jednoleté, dvouleté nebo vytrvalé byliny, dorůstající výšky od 3 cm až do 1 metru. Lodyha je přímá, již od báze nebo až v horní polovině větvená. Listy jsou jednoduché, vstřícné. Květy jsou čtyř nebo pětičetné, jednotlivé a vrcholové nebo uspořádané ve vrcholících. Kalich je nálevkovitý, obvykle do 1/2 až 2/3 členěný v úzce čárkovité až vejčité cípy. Mezi kališními cípy není na rozdíl od rodu trličník (Gentianopsis) vyvinuta blanitá membrána. Koruna je trubkovitá nebo nálevkovitá, u některých druhů jsou na bázi korunních laloků šupinovité, třásnité přívěsky. Na bázi korunní trubky jsou přítomna nektária. Tyčinky jsou přirostlé ke korunní trubce. Čnělka je krátká a tlustá, na vrcholu se 2 vytrvalými bliznami. Plodem je tobolka pukající 2 chlopněmi a obsahující mnoho drobných semen. Tobolky jsou válcovitě vřetenovité a v průběhu zrání dalece přesahují korunu.

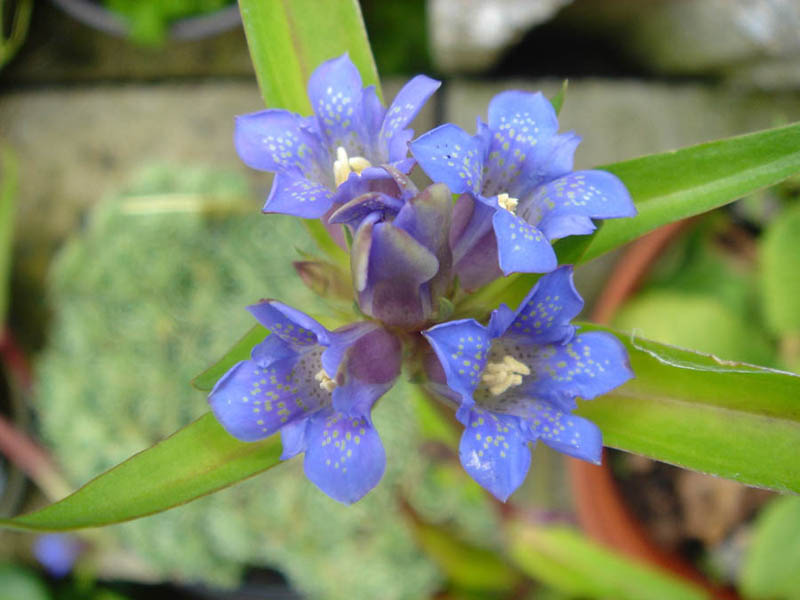
G. moorcroftiana z Himálaje
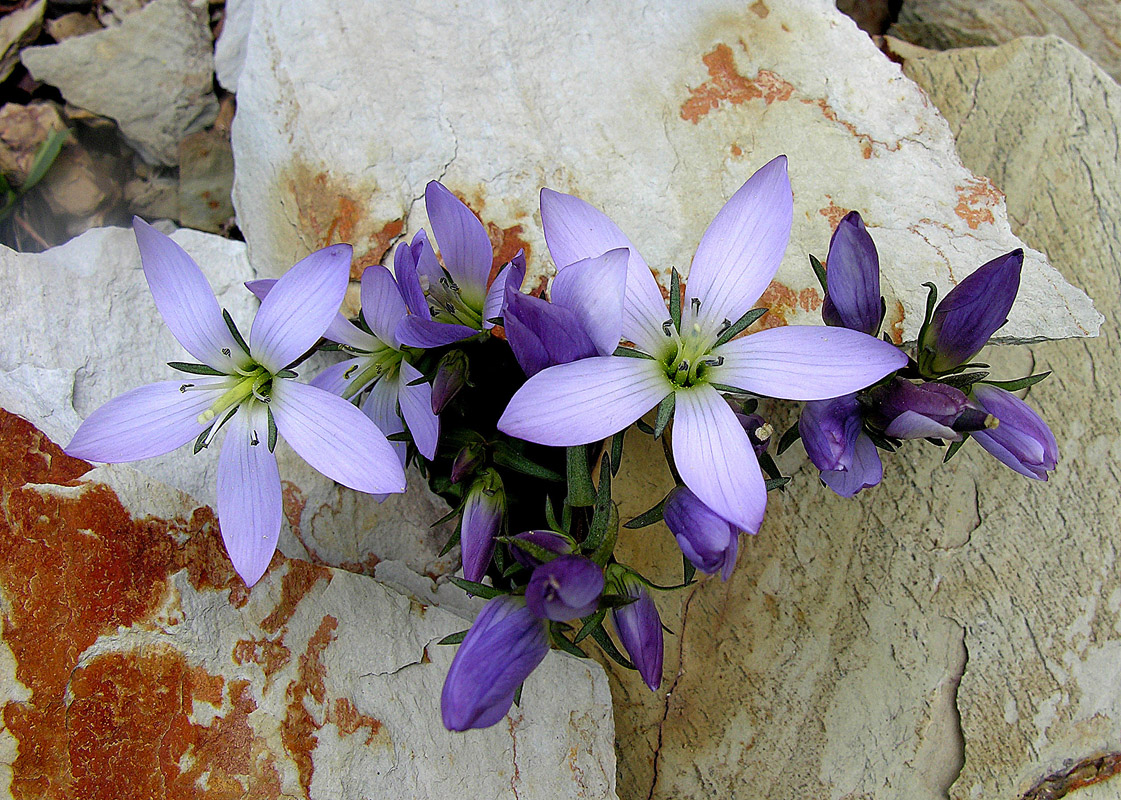
Jihoandský druh G. multicaulis
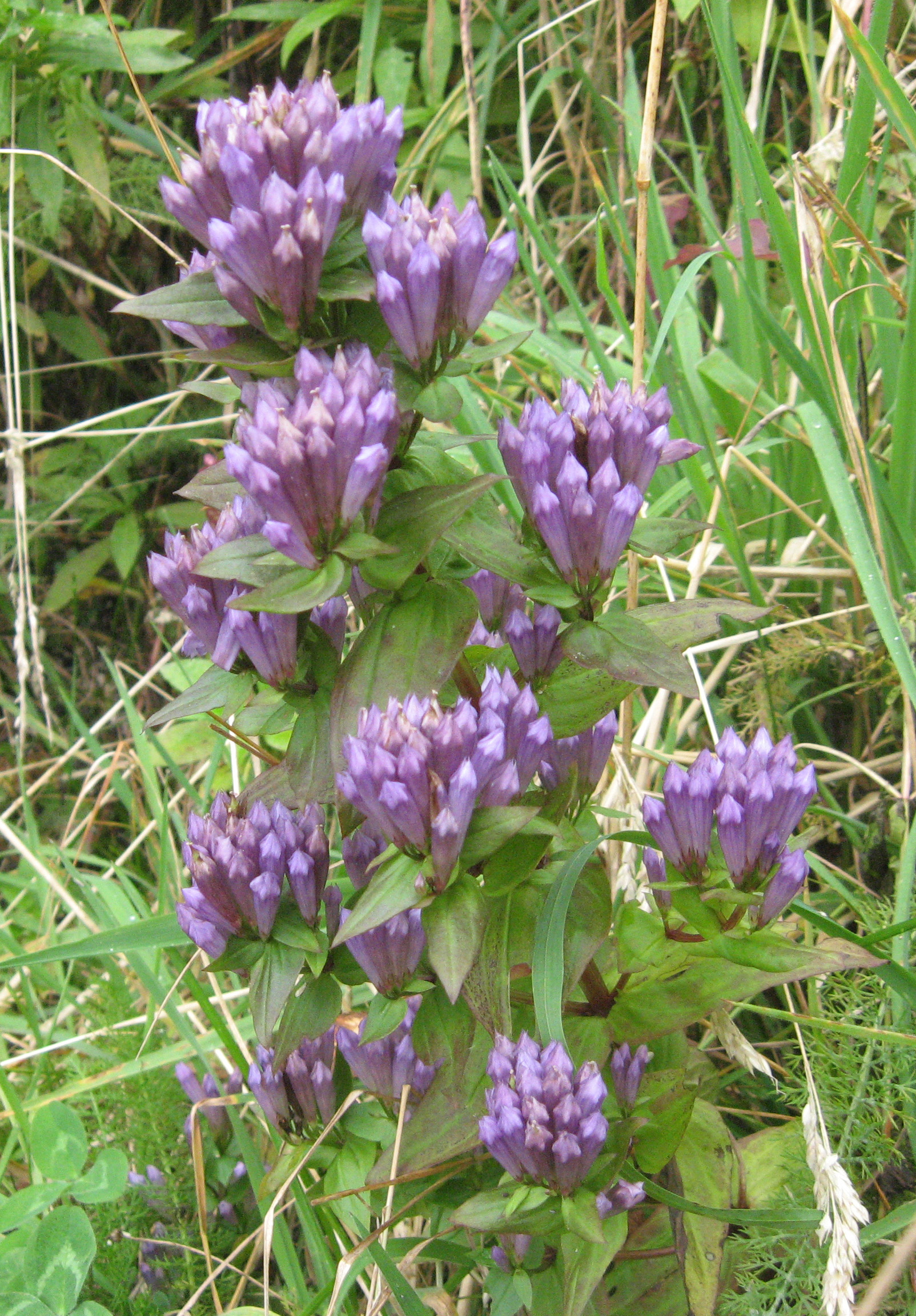
Severoamerický druh G. quinquefolia
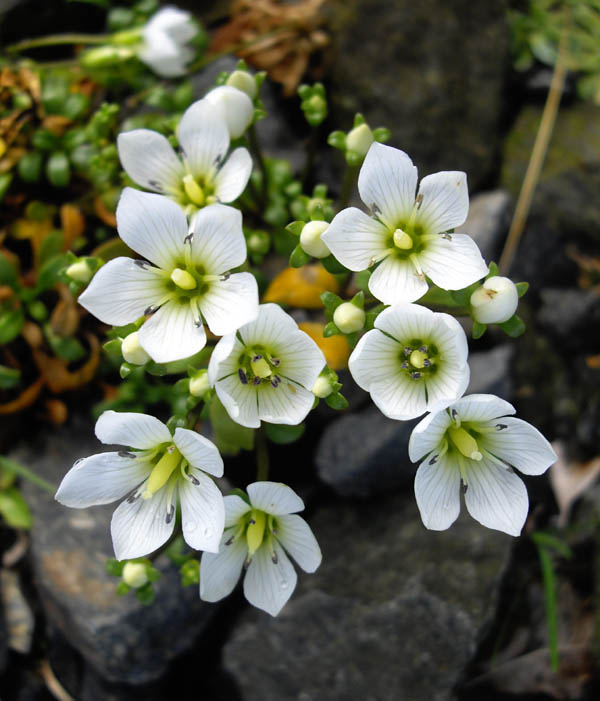
Novozélandský druh G. saxosa
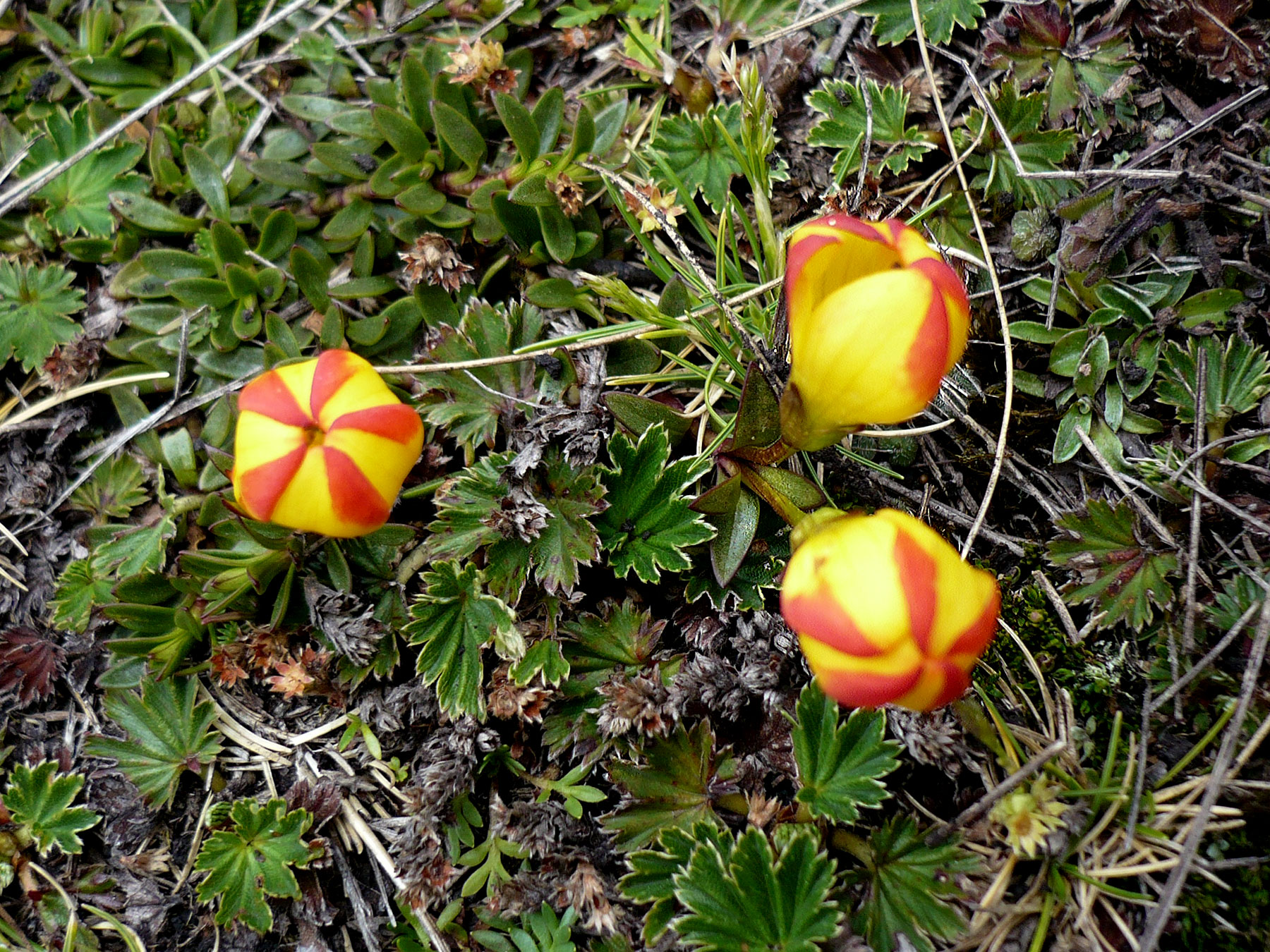
Neobyčejný druh G. hirculus z Ekvádoru

## Rozšíření
Rod hořeček obsahuje asi 250 druhů. Celkový areál zahrnuje Evropu, Asii, severozápadní Afriku, Severní, Střední a Jižní Ameriku, Austrálii a Nový Zéland. V Jižní Americe se vyskytuje asi 170 druhů. V asijských velehorách vystupují některé druhy do nadmořských výšek až 5400 metrů. Z české přírody je známo celkem 12 taxonů, z toho 6 druhů.
Hořečky se celosvětově vyskytují zejména v alpínských a arktických oblastech. Ve střední Evropě osidlují zejména pastviny.

## Ekologie
Květy hořečků jsou opylovány zejména hmyzem. V Jižní Americe je opylují také kolibříci.
Hořečky vyskytující se v ČR jsou vázány na pastvou udržované biotopy. Vytvářejí sezónní i geografické formy, které způsobují silnou proměnlivost těchto rostlin. Zpravidla se rozlišuje aestivální forma, kvetoucí v časném létě, a autumnální, kvetoucí od srpna do října. Rozdíly mezi těmito 2 formami mohou být větší než rozdíly mezi druhy.
V poválečném období začaly hořečky z české krajiny houfně mizet, což souvisí se zánikem drobné pastvy, změnou způsobu obhospodařování a celkovou eutrofizací krajiny.

## Ochrana přírody
V rámci České republiky je na seznamu chráněných rostlin, vydaném vyhláškou ministerstva životního prostředí, zařazeno všech 12 taxonů, které zde byly zjištěny.
Polovina z nich je vedena jako vyhynulé (kategorie A1) či nezvěstné (kat. A2) druhy. Jedná se o Gentianella amarella subsp. lingulata, G. campestris subsp. campestris, G. campestris subsp. suecica, G. germanica subsp. solstitialis, G. praecox subsp. praecox (A1) a G. germanica subsp. germanica (A2). Zbývajících 6 je řazeno do kategorie kriticky ohrožené (C1). Jedná se o G. amarella subsp. amarella, G. campestris subsp. baltica, G. lutescens subsp. carpatica, G. lutescens subsp. lutescens, G. obtusifolia subsp. sturmiana a G. praecox subsp. bohemica.
V Červeném seznamu ohrožených druhů IUCN je uvedeno 24 druhů, žádný z nich však není v kategorii kriticky ohrožené.

## Taxonomie
Rod Gentianella je v rámci čeledi hořcovité řazen do tribu Gentianeae a subtribu Swertiinae. Poslední komplexní monografie rodu Gentianella byla publikována v roce 1896. Autor v ní rozdělil Gentiana sect. Gentianella do 8 sekcí. Některé z nich byly později převedeny do samostatných rodů Gentianopsis, Comastoma a Megacodon. Někteří taxonomové v minulosti spojovali rody Gentianella a Gentiana (hořec), v současné taxonomii jsou však řazeny do odlišných subtribů a nejsou bezprostředně příbuzné. Výsledky molekulárních studií ukazují, že tento rod je v současném pojetí silně parafyletický. Převážná část rodu Gentianella (celkem 244 druhů) je monofyletická a je označována jako Gentianella s.str. Její zástupci se vyznačují korunními laloky pouze s jediným nektáriem. Zbývající druhy jsou ve vývojovém stromu subtribu Swertiinae promíseny s druhy rodů Lomatogonium (hořepnička), Comastoma (hořkavka), Jaeschkea a rovněž silně parafyletického rodu Swertia (kropenáč). Celou skupinu tak čeká v budoucnu důkladná taxonomická revize.

## Přehled druhů zjištěných v Česku
V České republice bylo zaznamenáno šest druhů, většina z nich mizí nebo již vymřela. Tento přehled je založen na údajích z Klíče ke květeně ČR.
- hořeček ladní (Gentianella campestris) - vymírající druh
  - hořeček ladní pobaltský (G. c. baltica) - dříve roztroušený až vzácný, dnes pouze u osady Brejl na Křivoklátsku a na Rýchorách
  - hořeček ladní švédský (G. c. suecica) - vyhynul r. 1953
  - hořeček ladní pravý (G. c. campestris) - vyhynul r. 1970
- hořeček nahořklý (Gentianella amarella) - teplomilný luční druh
  - hořeček nahořklý jazykovitý (G. a. lingulata) - dříve v Polabí, dnes nezvěstný
  - hořeček nahořklý pravý (G. a. amarella) - dříve roztroušeně, dnes mizející
- hořeček drsný (Gentianella obtusifolia) - dnes jen v okolí Karlových Varů a Blatné
  - hořeček drsný Sturmův (Gentianella obtusifolia subsp. sturmiana)  - v oblasti rezervace Kocelovických pastvin
- hořeček žlutavý (Gentianella lutescens) - luční druh, dnes velmi vzácně Beskydy a Bílé Karpaty
  - hořeček žlutavý pravý (G. l. lutescens) - dnes velmi vzácně
  - hořeček žlutavý karpatský (G. l. carpatica) - dnes na pokraji vyhynutí
- hořeček německý (Gentianella germanica) - pravděpodobně vyhynulý
  - hořeček německý pravý (G. g. germanica) - pravděpodobně vyhynulý
  - hořeček německý letní (G. g. solstitialis) - dávno vyhynulý
- hořeček mnohotvarý (G. praecox) - luční druh
  - hořeček mnohotvarý pravý (G. p. praecox) - vyhynulý
  - hořeček mnohotvarý český (G. p. bohemica) - endemit, roztroušeně především v jižních Čechách, mizející

## Význam
Esence z hořečku nahořklého (Gentianella amarella) je součástí Bachovy květové terapie pod názvem hořec.